# Lethocolea
Lethocolea es un género de musgos hepáticas del orden Jungermanniales. Tiene las siguientes especies: Es originario de Brasil.

## Taxonomía
El género fue descrito por William Mitten y publicado en Handbook of the New Zealand Flora 751. 1867.

## Especies
- Lethocolea congesta (Lehm.) S.W. Arnell
- Lethocolea glossophylla (Spruce) Grolle
- Lethocolea radicosa (Lehm. & Lindenb.) Grolle